# Rue de la Roë
La Rue de la Roë  est une voie de la commune d'Angers, département de Maine-et-Loire, en France.

## Situation et accès
Située dans le quartier du centre-ville d'Angers cette rue commerçante en pente part de la place Molière, en bordure des berges de Maine pour remonter sur la place du Ralliement. Elle est traversée par la rue de la Parcheminerie, la rue Bodinier ainsi que la rue Saint-Laud. Comme la rue d'Alsace et la place du Ralliement, elle est devenue piétonne en 2010 pour laisser place au tramway. Aucun véhicule n'a le droit d'y circuler sauf les transports de marchandises et les vélos. Étant étroite, les tramways circulent en alternance sur une unique voie centrale. Un feu rouge indique aux rames se trouvant aux stations Molière et Ralliement qu'une rame circule dans la rue.
C'est la plus grande rue piétonne de la ville avec la rue Saint-Aubin (300 mètres) et l'une des cinq grandes rues piétonnes d'Angers, avec la rue d'Alsace, la rue Lenepveu, la rue Saint-Aubin et la rue Saint-Laud.
Transports
Le tramway passant dans la rue, les stations les plus proches sont Molière et Ralliement.
Les lignes de bus les plus proches sont celles qui desservent la Place de la République avec l'arrêt Les Halles-République 1, 6, 9, 11, 14 ainsi que Place Molière, avec l'arrêt Molière où sont présentes 2 lignes de bus: 9 et 10.